# Rajd Ypres 2015

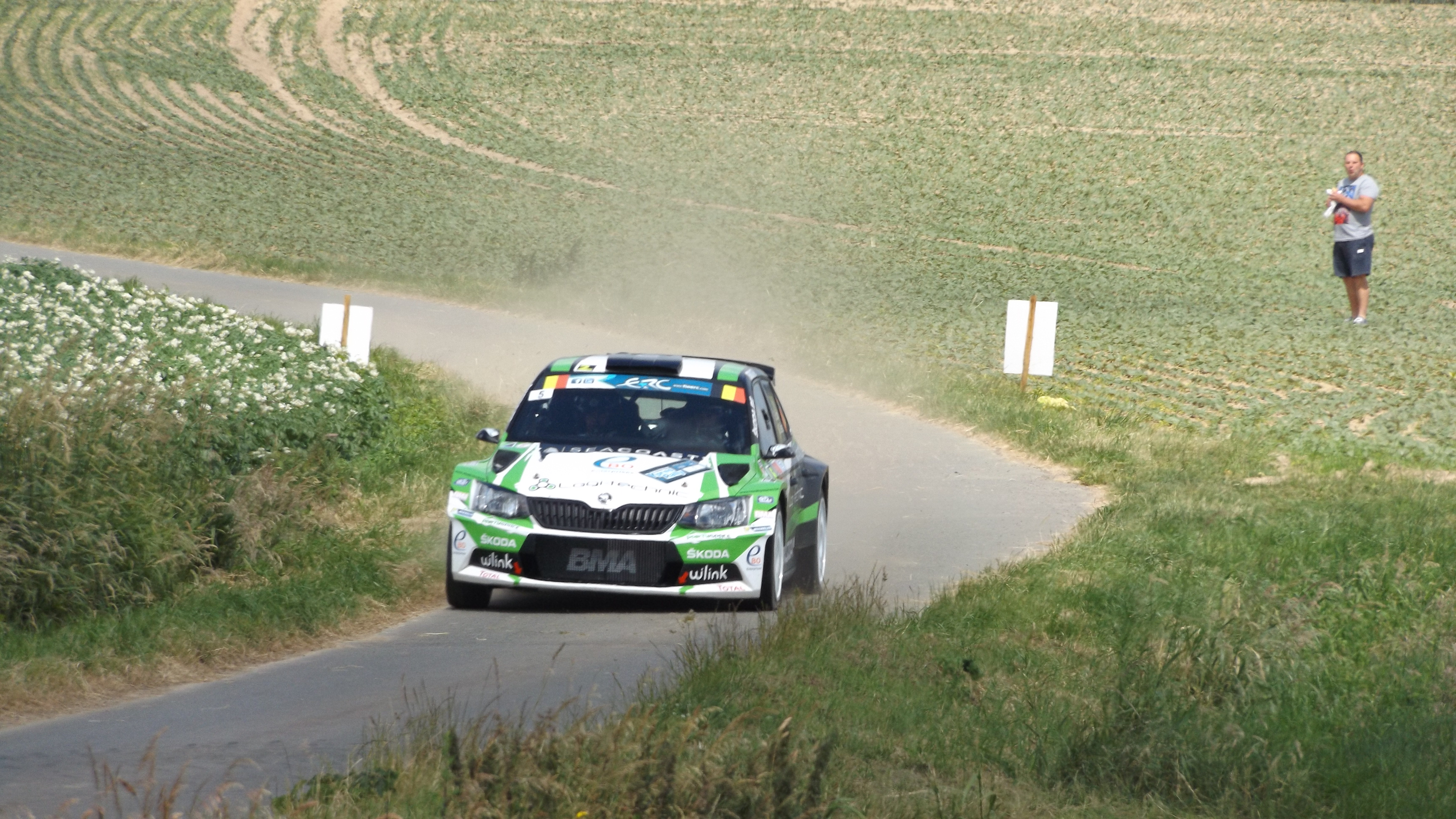
Zwycięzca rajdu Belg Freddy Loix podczas 51. Kenotek Ypres Rally

Rajd Ypres 2015 (51. Kenotek Ypres Rally) – 51 edycja Rajdu Ypres rozgrywanego w Belgii. Rozgrywany był od 25 do 27 czerwca 2014 roku. Była to piąta runda Rajdowych Mistrzostw Europy w roku 2015. Składał się z 17 odcinków specjalnych.

## Zwycięzcy odcinków specjalnych
| Dzień      | Numer odcinka | Nazwa odcinka         | Długość  | Zwycięzca odcinka                  | Nr Sam. | Samochód        | Czas    | Śr. pr.    | Lider rajdu                        |
| ---------- | ------------- | --------------------- | -------- | ---------------------------------- | ------- | --------------- | ------- | ---------- | ---------------------------------- |
| 26 czerwca | OS1           | Langemark             | 12.56 km | Kevin Abbring Sebastian Marshall   | 2       | Citroën DS3 R5  | 7:07.2  | 105.8 km/h | Kevin Abbring Pieter Tsjoen        |
| 26 czerwca | OS2           | Dikkebus 1            | 14.22 km | Kevin Abbring Sebastian Marshall   | 2       | Citroën DS3 R5  | 7:58.2  | 107.1 km/h | Kevin Abbring Pieter Tsjoen        |
| 26 czerwca | OS3           | Wijtschate 1          | 13.81 km | Bryan Bouffier Thibault de la Haye | 4       | Citroën DS3 R5  | 7:36.3  | 109.0 km/h | Kevin Abbring Pieter Tsjoen        |
| 26 czerwca | OS4           | Mesen 1               | 7.48 km  | Bryan Bouffier Thibault de la Haye | 4       | Citroën DS3 R5  | 4:08.4  | 108.4 km/h | Craig Breen Scott Martin           |
| 26 czerwca | OS5           | Dikkebus 2            | 14.22 km | Kevin Abbring Sebastian Marshall   | 2       | Citroën DS3 R5  | 7:49.2  | 109.1 km/h | Craig Breen Scott Martin           |
| 26 czerwca | OS6           | Wijtschate 2          | 13.81 km | Bryan Bouffier Thibault de la Haye | 4       | Citroën DS3 R5  | 7:31.7  | 110.1 km/h | Craig Breen Scott Martin           |
| 26 czerwca | OS7           | Mesen 2               | 7.48 km  | Bryan Bouffier Thibault de la Haye | 4       | Citroën DS3 R5  | 4:07.4  | 108.8 km/h | Craig Breen Scott Martin           |
| 27 czerwca | OS8           | Reninge 1             | 14.50 km | Craig Breen Scott Martin           | 1       | Peugeot 208 T16 | 7:40.4  | 113.4 km/h | Craig Breen Scott Martin           |
| 27 czerwca | OS9           | Watou 1               | 14.29 km | Freddy Loix Johan Gitsels          | 5       | Škoda Fabia R5  | 7:20.8  | 116.7 km/h | Craig Breen Scott Martin           |
| 27 czerwca | OS10          | Westouter-Boeschepe 1 | 19.28 km | Freddy Loix Johan Gitsels          | 5       | Škoda Fabia R5  | 10:52.6 | 106.4 km/h | Craig Breen Scott Martin           |
| 27 czerwca | OS11          | Kemmelberg 1          | 13.60 km | Stéphane Lefebvre Stéphane Prévot  | 3       | Peugeot 208 T16 | 7:58.7  | 102.3 km/h | Bryan Bouffier Thibault de la Haye |
| 27 czerwca | OS12          | Hollebeke 1           | 23.23 km | Freddy Loix Johan Gitsels          | 5       | Škoda Fabia R5  | 8:07.7  | 105.8 km/h | Bryan Bouffier Thibault de la Haye |
| 27 czerwca | OS13          | Reninge 2             | 14.50 km | Stéphane Lefebvre Stéphane Prévot  | 3       | Peugeot 208 T16 | 7:33.5  | 115.1 km/h | Bryan Bouffier Thibault de la Haye |
| 27 czerwca | OS14          | Watou 2               | 14.29 km | Freddy Loix Johan Gitsels          | 5       | Škoda Fabia R5  | 7:18.1  | 117.4 km/h | Bryan Bouffier Thibault de la Haye |
| 27 czerwca | OS15          | Westouter-Boeschepe 2 | 19.28 km | Freddy Loix Johan Gitsels          | 5       | Škoda Fabia R5  | 10:46.4 | 107.4 km/h | Freddy Loix Johan Gitsels          |
| 27 czerwca | OS16          | Kemmelberg 2          | 13.60 km | Stéphane Lefebvre Stéphane Prévot  | 3       | Peugeot 208 T16 | 7:31.5  | 113.0 km/h | Freddy Loix Johan Gitsels          |
| 27 czerwca | OS17          | Hollebeke 2           | 23.23 km | Stéphane Lefebvre Stéphane Prévot  | 3       | Peugeot 208 T16 | 13:01.6 | 107.0 km/h | Freddy Loix Johan Gitsels          |

## Wyniki rajdu[3]
| Miejsce | Kierowca            | Pilot               | Samochód          | Czas      | Strata  |
| ------- | ------------------- | ------------------- | ----------------- | --------- | ------- |
| 1       | Freddy Loix         | Johan Gitsels       | Škoda Fabia R5    | 2:21:29.9 | -       |
| 2       | Bryan Bouffier      | Thibault de la Haye | Citroën DS3 R5    | 2:22:57.4 | +1:27.5 |
| 3       | Vincent Verschueren | Veronique Hostens   | Citroën DS3 R5    | 2:23:32.4 | +2:02.5 |
| 4       | Bruno Magalhães     | Hugo Magalhães      | Peugeot 208 T16   | 2:24:23.0 | +2:53.1 |
| 5       | Stéphane Lefebvre   | Stéphane Prévot     | Peugeot 208 T16   | 2:24:31.8 | +3:01.9 |
| 6       | Jaroslav Orsák      | David Šmeidler      | Škoda Fabia S2000 | 2:24:50.7 | +3:20.8 |
| 7       | Jaromír Tarabus     | Daniel Trunkát      | Škoda Fabia S2000 | 2:25:54.9 | +4:25.0 |
| 8       | Didier Duquesne     | Filip Cuvelier      | Ford Fiesta R5    | 2:27:16.1 | +5:46.2 |
| 9       | Martin McCormack    | James O'Reilly      | Škoda Fabia S2000 | 2:27:18.1 | +5:48.2 |
| 10      | Davy Vanneste       | Eddy Snaet          | Ford Fiesta R5    | 2:27:18.2 | +5:48.3 |

## Kasyfikacja po 5 rundach RME 2015
Punkty w klasyfikacji generalnej ERC otrzymuje 10 pierwszych zawodników, którzy uczestniczą w programie ERC i w ukończą wyścig, punktowanie odbywa się według klucza:
| Miejsce | 1  | 2  | 3  | 4  | 5  | 6 | 7 | 8 | 9 | 10 |
| Punkty  | 25 | 18 | 15 | 12 | 10 | 8 | 6 | 4 | 2 | 1  |

Dodatkowo po każdym etapie (dniu) rajdu prowadzona jest osobna klasyfikacja, w której przyznawano punkty według klucza 7-6-5-4-3-2-1 (jeżeli dany etap obejmował przynajmniej 25% długości odcinków specjalnych rajdu). Do klasyfikacji zaliczane są cztery najlepsze wyniki spośród pięciu pierwszych rajdów oraz cztery najlepsze wyniki w pięciu ostatnich rajdach w sezonie.
Pierwsza dziesiątka
| Poz. | Kierowca             | AUT    | LVA    | GBR    | POR    | BEL    | 4 NAJ | EST | CZE | CYP | GRE | CHE | Suma punktów |
| ---- | -------------------- | ------ | ------ | ------ | ------ | ------ | ----- | --- | --- | --- | --- | --- | ------------ |
| 1    | Craig Breen          | NU0+3  | 125+12 | 125+13 | 125+14 | NU0+7  |       |     |     |     |     |     | 124          |
| 2    | Kajetan Kajetanowicz | 125+14 | NU0+6  | 218+12 | 218+10 |        |       |     |     |     |     |     | 103          |
| 3    | Robert Consani       | 218+10 | 510+2  |        | 510+5  | NW     |       |     |     |     |     |     | 55           |
| 4    | Aleksiej Łukjaniuk   | 315+10 | NU0+7  | 68+3   |        |        |       |     |     |     |     |     | 43           |
| 5    | Bruno Magalhães      |        |        |        | 412+9  | 412+5  |       |     |     |     |     |     | 38           |
| 6    | Freddy Loix          |        |        |        |        | 125+10 |       |     |     |     |     |     | 35           |
| 8    | Jaromír Tarabus      | 412+10 |        | 84     |        | 76+2   |       |     |     |     |     |     | 34           |
| 8    | Siim Plangi          |        | 218+10 |        |        |        |       |     |     |     |     |     | 28           |
| 9    | Bryan Bouffier       |        |        |        |        | 218+10 |       |     |     |     |     |     | 28           |
| 10   | Dominykas Butvilas   |        | 315+8  |        | 84     |        |       |     |     |     |     |     | 27           |
| Poz. | Kierowca             | AUT    | LVA    | GBR    | POR    | BEL    | 4 NAJ | EST | CZE | CYP | GRE | CHE | Suma punktów |

| Kolor     | Opis                   |
| --------- | ---------------------- |
| Złoty     | Zwycięzca              |
| Srebrny   | 2. miejsce             |
| Brązowy   | 3. miejsce             |
| Zielony   | Punktowane miejsce     |
| Niebieski | Ukończył nie punktował |
| Fioletowy | Nie ukończył NU        |
| Czarny    | Wykluczony X           |
| Biały     | Nie wystartował NW     |
| Puste     | Nie brał udziału       |